# アルフレッサ日建産業
アルフレッサ日建産業株式会社（アルフレッサにっけんさんぎょう）は、かつて存在したアルフレッサ ホールディングス傘下の総合医薬品卸会社である。岐阜市に本社を置いていた。

## 沿革
- 1947年9月25日：建築資材及び食品雑貨等の販売を目的に日建産業株式会社を設立。
- 1948年9月：医薬品の販売を開始。
- 1954年7月：医療用酸素の販売を開始。
- 1958年4月：病院等医療機関向けに麻薬の卸売販売を開始。
- 1964年2月：医療機関向けの冷暖房設備部門を設立。同時にダイキン工業と代理店契約締結。同年6月、同部門を分離・独立させ日建工業を設立。
- 1967年5月：医療機器及び材料の取り扱いを開始。
- 1981年11月：日建コンピュータサービスを設立。（同社は1992年11月に吸収合併）
- 2000年4月：介護事業参入。
- 2001年12月：日建ヘルスメディカルを設立。
- 2002年12月：東京都の福神（現・アルフレッサ株式会社）と業務提携。
- 2005年4月：アルフレッサから岐阜県の営業権を譲受。現社名に商号変更。一方、愛知県の営業権をアルフレッサへ譲渡。
- 2010年1月8日：株式交換によりアルフレッサ ホールディングス株式会社の完全子会社となる。
- 2016年4月1日：同じグループ会社のアルフレッサ株式会社へ吸収合併され解散。

## 事業所
- 岐阜本社、大垣支店、多治見支店、美濃加茂支店、高山支店、岐南センター、SPDセンター